# Loi Daunou
Pour les articles homonymes, voir Daunou.
La loi Daunou (du nom de son inspirateur Pierre Daunou) est une loi sur l'instruction publique adoptée par la Convention le 3 brumaire an IV (25 octobre 1795). 

## Présentation
Cette loi est le résultat des travaux du comité d'instruction publique, elle reprend en partie des dispositions législatives déjà adoptées par la Révolution, mais sur certains points elle les complète ou les contredit. 
C'est l'une des dernières lois votées par la Convention avant sa séparation. Elle peut être considérée, par son plan et par son contenu, comme la loi d'application du titre X, consacré à l'instruction publique, de la Constitution de l'an III, déjà adoptée le 1er vendémiaire an IV. 
La loi Daunou reste en vigueur jusqu'à la loi du 11 floréal an X (1er mai 1802) qui réorganise encore une fois l'enseignement.

## Dispositions de la loi
| Principales dispositions de la loi du 3 brumaire an IV | Principales dispositions de la loi du 3 brumaire an IV                                                         | Principales dispositions de la loi du 3 brumaire an IV | Principales dispositions de la loi du 3 brumaire an IV |
| Titre de la loi Type d'établissement                   | Divisions | Destinations                                           | Programme |
| ------------------------------------------------------ | --- | ------------------------------------------------------ | --- |
| Titre I Écoles primaires                               | - une section pour les garçons - une section pour les filles                                                   | enseignement élémentaire                               | - lecture, écriture, calcul, éléments de la morale républicaine |
| Titre II Écoles centrales                              | 3 sections | enseignement secondaire                                | - 1re section (à partir de 12 ans) : dessin ; histoire naturelle ; langues anciennes et vivantes - 2e section (à partir de 14 ans) : mathématiques ; physique et chimie expérimentales - 3e section (à partir de 16 ans) : grammaire générale ; belles lettres ; histoire ; législation |
| Titre III Écoles spéciales                             | | enseignement spécialisé                                | - école de l'astronomie - école de géométrie et de mécanique - école de l'histoire naturelle et de la médecine - école de l'art vétérinaire - école de l'économie rurale - école des antiquités - école des sciences politiques - école de la peinture, de la sculpture et de l'architecture - école de la musique - école pour sourds-muets et aveugles-nés |
| Titres IV Institut national des sciences et des arts   | 3 classes : - sciences physiques et mathématiques - sciences morales et politiques - littérature et beaux-arts | rayonnement littéraire, scientifique et artistique     | - perfectionnement des sciences et des arts - soutien aux travaux scientifiques et littéraires - publications et correspondance avec les sociétés étrangères |
| Titres V Institut national des sciences et des arts    | | Encouragemens, récompenses, honneurs publics           | - concours pour 20 citoyens qui devront voyager pendant 3 ans, - voyage de 6 membres de l'Institut national, - palais national à Rome pour les élèves de peinture, sculpture et architecture, désignés par les membres de l'Institut national, - pensions accordées à des élèves des écoles centrales et spéciales, - pensions de retraite accordées aux instituteurs et professeurs après 25 ans de service, - des prix sont accordés par l'Institut national, - le Corps législatif décerne les honneurs du Panthéon aux grands hommes dix ans après leur mort. |
| Titre VI Fêtes civiques et patriotiques                | | un des moyens d'instruire le peuple                    | - fête de la fondation de la République, - fête de la Jeunesse, - fête des Époux, - fête de la Reconnaissance, - fête de l'Agriculture, - fête de la Liberté, - fête des Vieillards. |

### Enseignement primaire
La loi revient sur l'obligation scolaire, qui avait été prévue par la loi Bouquier du 29 frimaire an II. Elle refuse également la gratuité en instaurant une rétribution scolaire qui doit être payée par les familles des élèves, sauf un quart d'entre eux au maximum par municipalité, qui sont considérés comme indigents. 
Les instituteurs se voient confier un local pour la classe et le logement, mais sont payés par le produit de la rétribution. La loi prévoit une école par canton au moins, le canton étant vu à l'époque comme l'administration territoriale de base. Les programmes du primaire se limitent à la lecture, l'écriture, le calcul et la morale républicaine.

### Enseignement secondaire
Elle modifie la loi du 7 ventôse an III (25 février 1795), qui prévoit également, pour l'enseignement secondaire des garçons, la création d'écoles centrales, à raison d'une au moins par département.

### Enseignement spécial
Pour compléter l'ensemble, doivent également être créées dix « écoles spéciales » à visée supérieure et professionnelle. Ces écoles sont consacrées à l'enseignement d'une science, d'un art ou d'une profession. Certaines resteront dans l'immédiat à l'état de projet et seront définies dans la loi générale sur l'instruction publique du 11 floréal an X (1er mai 1802). 
S'y ajoutent des écoles de service public définies dans le décret du 30 vendémiaire an IV (22 octobre 1795) et les  écoles relatives à l'artillerie, au génie militaire et civil, à la marine qui sont maintenues telles qu'elles existent ou seront établies par des décrets particuliers. Ce décret concerne les écoles suivantes, qui seront nommées plus tard les grandes écoles :
- Titre II : École polytechnique,
- Titre III : Écoles d'artillerie,
- Titre IV : École des ingénieurs militaires,
- Titre V : École des ponts et chaussées,
- Titre VI : École des mines,
- Titre VII : École des géographes,
- Titre VIII : École des ingénieurs de vaisseaux,
- Titre IX : École de navigation,
- Titre X : Écoles de marine

### Institut national des sciences et des arts
C'est également la loi Daunou qui organise l'Institut de France prévu par l'article 298 de la Constitution de l'an III : « Il y a pour toute la République, un Institut national chargé de recueillir les découvertes, de perfectionner les arts et les sciences ».

### Fêtes civiques et patriotiques
Les fêtes révolutionnaires étant vues comme l'un des moyens d'instruire le peuple, la loi Daunou fixe également le calendrier des fêtes civiques parmi lesquelles la fête de la fondation de la République, la fête de la Jeunesse, la fête des Époux.